# National Cartoonists Society
La National Cartoonists Society (anglais : « Société nationale des caricaturistes ») est une organisation américaine d'auteurs de comic strip, de dessinateurs de presse et d'illustrateurs professionnels fondée en 1946. Elle décerne chaque année des prix, dont le prix Reuben, prix le plus importants dans le domaine du comic strip.

## Prix
La Société est surtout connue pour les prix qu'elle remet, au premier rang desquels le Prix Reuben, décerné depuis 1947. La société remet également depuis 1957 de nombreux prix sectoriels (comic book, cartoon, illustration, etc.) ou personnels (prix Ace, prix Elzie Segar, prix Milton Caniff, etc.). Deux prix, le Té d'argent (1949) et la Clef d'or (1977) récompensent plus particulièrement des personnes ayant rendu service à la Société.

## Liste des présidents[1]
- 1946-1948 : Rube Goldberg
- 1948-1949 : Milton Caniff
- 1950-1952 : Alex Raymond
- 1952-1953 : Russell Patterson
- 1953-1954 : Otto Soglow
- 1954-1956 : Walt Kelly
- 1956-1957 : Harry Devlin
- 1957-1959 : John Pierotti
- 1959-1960 : Mort Walker
- 1960-1961 : Bill Crawford
- 1961-1963 : Bill Holman
- 1963-1965 : Dik Browne
- 1965-1967 : Bob Dunn
- 1967-1969 : Jerry Robinson
- 1969-1971 : Al Smith
- 1971-1973 : Jack Tippit
- 1973-1977 : Bill Gallo
- 1977-1979 : Burne Hogarth
- 1979-1981 : John Cullen Murphy
- 1981-1983 : Bil Keane
- 1983-1985 : Arnold Roth
- 1985-1987 : Frank Evers
- 1987-1988 : Bill Hoest
- 1988 : Bill Rechin
- 1988-1989 : Lynn Johnston
- 1989-1993 : Mell Lazarus
- 1993-1995 : Bruce Beattie
- 1995-1997 : Frank Springer
- 1997-1999 : George Breisacher
- 1999-2001 : Daryl Cagle
- 2001-2005 : Steve McGarry
- 2005-2007 : Rick Stromoski
- 2007-2011 : Jeff Keane
- 2011-2015 : Tom Richmond
- 2015-2019 : Bill Morrison
- 2019 : Jason Chatfield

### Documentation
- (en) R.C. Harvey, « Pulitzers and What to Award in Cartooning », dans The Comics Journal no 291, Fantagraphics, juillet 2008, p. 193-199.